# Wärtsilä
Wärtsilä Oyj Abp (произносится Вя́ртсиля) — финская публичная машиностроительная компания, которая производит машинное и прочее оборудование для морского и энергетического рынков, а также поставляет комплексные решения для полного жизненного цикла оборудования.
За свою историю компания работала в области судостроения, производства бумаги, замков, керамики, стекла.
Крупные заводы компании находятся в городах Вааса, Турку (в 2004 производство перенесено в Триест), Хельсинки; штаб-квартира — в городе Хельсинки.
В 2016 году из-за слабой конъюнктуры на рынке и сложной конкурентной среды компания проводила реорганизацию своей структуры и деятельности в том числе путём сокращения персонала.

## История
Компания началась с основанной в 1834 году лесопилки в деревне Вяртсиля (ныне поселок в Сортавальском районе Карелии) в коммуне Тохмаярви в восточной Финляндии. Лесопилка выкуплена промышленником Нильсом Людвигом Арппе в 1836 году. Рядом с лесопилкой он построил в 1851 году металлургический завод. После смерти Арппе и завод и лесопилка перешли его наследникам и ими же основанной акционерной компании, получившей В 1898 году название Wärtsilä Aktiebolag. В 1907 году название изменено на Ab Wärtsilä Oy.

### Кризис и банкротство
В 1980-х судостроительная промышленность оказалась в кризисе, проигрывая конкурентам из Азии. Для усиления эффективности в начале 1987 года верфи Valmet и Wärtsilä были объединены под названием Wärtsilä Meriteollisuus. Это не спасло положение, и в 1989 году произошло самое крупное на тот момент в промышленности Финляндии банкротство. Для достройки кораблей была создана компания Masa-Yards, преемником которой в настоящее время является судостроительная компания Meyer Turku.

## Деятельность
Wärtsilä специализируется на
производстве судовых энергетических установок (двигатели установлены на самые крупные круизные лайнеры, танкеры и контейнеровозы),
электростанций,
винтовых механизмов,
систем управления судном
и другого оборудования.
Компания насчитывает более 18 тыс. сотрудников, работающих в 200 представительствах в 80 странах. Основные рынки сбыта находятся в Европе, Азии, Африке, Северной и Южной Америке.
В 2016 году Wärtsilä приобрела у концерна Wier компанию American Hydron, оборот которой в 2015 году составлял 45,6 миллионов долларов, а в штате находился 241 сотрудник. Головные офисы American Hydron расположены в городах Йорк и в канадском Монреале.

## Дизельные моторы
Фирма изготавливает четырёхтактные рядные и V-образные двигатели, предоставляет лицензию на изготовление рядных двухтактных двигателей под маркой Sulzer.
Диаметр цилиндров дизельных двигателей Вяртсиля от 20 до 96 см.
Четырёхтактные среднеоборотные двигатели — главный продукт Wärtsilä, в этой области компании принадлежит мировое лидерство. В производстве низкооборотных двухтактных двигателей фирма на третьем месте.
Все двухтактные работают на тяжёлом топливе (мазуте). Количество цилиндров от 4 до 20.
Самый мощный мотор — 14-цилиндровый двухтактный рядный дизель (цилиндры в ряд). Он весит 2300 тонн, только коленчатый вал весит 300 тонн. Объём каждого цилиндра 1820 литров, мощность каждого 7780 л. с. Общая мощность 108 920 л. с./102 об/м, объём 25 480 литров. Максимальный крутящий момент 7 603 862 ньютон-метров на этих же оборотах.
Некоторые четырёхтактные двигатели, работающие на тяжёлом топливе, перечислены ниже. Первая цифра обозначает количество цилиндров, буква L — цилиндры в ряд (в старых версиях R) и буква V — для V-образного двигателя. Последняя цифра — диаметр в см, последняя буква означает код мощности, который используется только в двигателях судов, у двигателей электростанций его нет.
Например: 12V46C означает 12-цилиндровый V-образный двигатель с диаметром цилиндров 46 см, мощностью 975 kW на цилиндр.
- Wärtsilä 20. Конфигурации: 4L20, 5L20, 6L20, 8L20, 9L20.
- Wärtsilä 200. Конфигурации: 12V200, 16V200, 18V200.
- Wärtsilä 22. 4R22,6R22, 8R22, 8V22.
- Wärtsilä Vasa 24 (изначально название было 14, что означало объём в литрах). 6R24, 8R24.
- Wärtsilä 26. 6L26, 8L26.
- Wärtsilä Vasa 32. 4R32, 5R32, 6R32, 8R32, 9R32, 12V32, 16V32, 18V32.
- Wärtsilä 32F. 6L32, 8L32, 9L32, 12V32, 16V32, 18V32.
- Wärtsilä 46/Wärtsilä (Vasa) 46. 4R46, 6R46, 8R46, 9R46, 12V46, 16V46, 18V46, 20V46.
- Wärtsilä 46F. 6L46, 8L46, 9L46, 20V46F.
- Wärtsilä 64. 6L64, 7L64, 8L64, 12V64, 16V64.

## Газовые и универсальные двигатели
Конструкция двигателей в основе та же, что двигателей, работающих на тяжёлом горючем. В обозначении двигателя та же логика, что и у дизельных двигателей, за исключением буквенного обозначения. В SG-моделях имеется свеча зажигания. В DF-моделях за зажигание смеси отвечает форсунка. DF-модели (Dual Fuel) могут работать на обычном дизельном горючем. Смена горючего может происходить во время работы двигателя. Предшественник DF GD-модель представляет более старое поколение, в котором газовую смесь надо было сжимать до впрыска в цилиндр, что требовало дорогого и подверженного поломкам дополнительного устройства.
Четырёхтактные газовые и универсальные двигатели Вяртсиля:
- Wärtsilä 28SG. 9L28SG, 16V28SG, 18V28SG.
- Wärtsilä 32DF. 6L32DF, 9L32DF, 18V32DF.
- Wärtsilä 34SG. 9L34SG, 16V34SG, 18V34SG, 20V34SG.
- Wärtsilä 46GD. 18V46GD.
- Wärtsilä 50DF. 6L50DF, 18V50DF.

В конце декабря 2011 года Wärtsilä объявила о получении крупного заказа из Доминиканской Республики на поставку многотопливных электростанций.

## Wärtsilä в СССР
Ледоколы проекта 10580, по заказу Советского Союза построенные на верфи «Вяртсиля» в Хельсинки (Финляндия) (Wärtsilä Helsinki Shipyard):
С атомной силовой установкой советского производства
- Таймыр [8]
- Вайгач

Ледоколы балтийского типа. Мощность в 10 500 элс.
- «Капитан Белоусов» — 1954 г. приписан к порту Мариуполь (на 2009 г.).
- «Капитан Воронин» — 1955 г.
- «Капитан Мелехов» — 1956 г.

Полярные ледоколы. Все ледоколы с дизель-электрической машинной установкой.
Мощность в 22000 элс.
- «Москва» — 1960 г., был приписан к порту Владивосток, списан в 1992 году.
- «Ленинград» — 1962 г., был приписан к порту Владивосток, списан в 1992 году.
- «Киев» — 1965 г., работал в Мурманске и Владивостоке, списан в 1993 году.
- «Мурманск» — 1968 г., работал в Мурманске и Владивостоке, продан в 1995 году.
- «Владивосток» — 1969 г., был приписан к порту Владивосток, списан в 1997 году.

Мощность в 36000 элс.
- «Ермак» — 1974 г., был приписан к порту Владивосток, с 2000 года приписан к порту Санкт-Петербурга.
- «Адмирал Макаров» — 1975 г., на Хельсинкской верфи «Wärtsilä» по заказу В/О «Судоимпорт». Советский флаг был впервые поднят 12 июня 1975 года. Приписан к порту Владивосток. [9]
- «Красин» — 1976 г., был приписан к порту Мурманска, в 1990 году переведен во Владивосток.

Ледоколы типа «Капитан Сорокин»:
- «Капитан Сорокин» был спущен на воду 10 декабря 1976 года, построен 14 июля 1977 года, строительный номер 411. Судостроитель: Wärtsilä, Хельсинки[10]
- «Капитан Николаев»
- «Капитан Драницын»
- «Капитан Хлебников»

Ледокольно-транспортные суда
- «Иван Петров» — 1989 год (Архангельск), научно-исследовательское судно.

Речные ледоколы типа «Капитан Евдокимов», проект 1191
- Капитан Евдокимов (судно) 1983 год (Архангельск)
- Капитан Бабичев (судно) 1983 год (Жатай)
- Капитан Бородкин (судно) 1983 год (Жатай)
- Капитан Чудинов (судно) 1983 год (Астрахань)
- Капитан Мецайк (судно) 1984 год (Подтесово)
- Авраамий Завенягин (судно) 1984 год (Дудинка)
- Капитан Демидов (судно) 1984 год (Ростов-на-Дону)
- Капитан Мошкин (судно) 1986 год (Таганрог)

## Wärtsilä в России
В 2007 году Wärtsilä заключила лицензионное соглашение с Брянским машиностроительным заводом о производстве судовых дизельных двигателей на его производственной базе. В октябре 2009 года Wartsila открыла сервисный центр по обслуживанию судов в Мурманске. В Санкт-Петербурге, Москве и Владивостоке функционируют офисы представительства компании — ООО «Вяртсиля-Восток».
На ледоколах пр.21900 «Москва» и «Санкт-Петербург», построенных на Балтийском заводе в Санкт-Петербурге в 2005—2009 гг, установлены электроэнергетические системы и системы электродвижения производства компании Wärtsilä. Также на барке «Седов» установлена главная силовая установка Wärtsilä. На ледоколах пр. 21900М «Владивосток». «Мурманск», «Новороссийск», построенных на Выборгском заводе в 2015—2016 гг. установлены электроэнергетические системы и системы электродвижения производства компании Wärtsilä.
На ледокольных танкерах проекта 46700 «Михаил Ульянов» и «Кирилл Лавров», построенных на Адмиралтейских верфях в Санкт-Петербурге в 2009—2010 годах, на каждом судне были установлены 4 дизеля Wärtsilä 9L38 для электрокомплекса ABB, который имеет в составе, по два ВРК (винто-рулевая колонка) и два подруливающего устройства.
В 2018 году международная ИТ компания Транзас, с 1990 года предлагающая услуги в области производства и поставок высокотехнологичных тренажерных решений, а также решений в сфере навигации, картографии, коммуникаций и системной интеграции, вошла в состав корпорации Wärtsilä. Сегодня в России функционируют три направления бизнеса: ООО Вяртсиля Восток, Центр разработки программного обеспечения (АО Вяртсиля Цифровые Технологии) и Центр продаж и сервисного обслуживания (ООО Транзас Навигатор). Головные офисы всех трех направлений находятся в Санкт-Петербурге.
В апреле 2022 г. Компания Wärtsilä присоединилась соблюдению всех торговых санкций против России в связи с событиями на Украине. В июле 2022 г. компания завершила планомерный уход с российского рынка после объявления о сокращении масштабов деятельности в апреле 2022 года. В результате решения о прекращении деятельности в России Wärtsilä понесла убытки в размере 200 миллионов евро и потеряла заказов на 240 млн евро.